# Възнесение Господне (Ращак)
„Възнесение Господне/Христово“ или „Свети Спас“ (на македонска литературна норма: „Вознесение Господне“, „Свети Спас“) е възрожденска православна църква в скопското село Ращак, северната част на Северна Македония. Част е от Скопската епархия на Македонската православна църква – Охридска архиепископия.
Църквата е гробищна, разположена в центъра на Ращак и е построена в 1861 година на мястото на разрушен стар храм. Южно от църквата има камбанария.
Храмът в основата си е еднокорабна църква с галерия на западната страна и е засводен с полуобъл свод. Църквата е иззидана от камък и е измазана с вар. На изток завършва с полукръгла апсида, декорирана с три плитки ниши на фасадата. Има два прозореца от север, четири прозореца от юг и два на изток, от които едният е тесен процеп в апсидата. Подът е под нивото на терена, в наоса е покрит с керамички плочки, а в апсидата е запазен автентичният под от каменни плочи. Подът в галерията е от дървени дъски. В храма се влиза през два входа от запад и юг, над които има полукръгли ниши. В нишата над западния вход е изобразена сцената Възнесение Христово, а в южната Архангел Михаил.
Според запазения ктиторски надпис на южния зид, западно от входа, изписването на храма е дело на зографа Вангел и братята му Никола и Константин от Крушево и е завършено в септември 1872 година. По това време Скопската българска община иска изгонване на владиката Паисий Скопски и затова името му е изтрито след изписването на ансамбъла. Фреските са изцяло запазени.
В църквата има дървен иконостас, двукатен, със северен вход за олтара, престолни икони и царски двери с надвратник в долната зона, архитрав, Сеисис – Чин във втората зона и голям кръст с изписано Разпятие. Иконостасът е изписан, а резба с позлата има на царските двери и на големия кръст. В изписаните части на иконоската са застъпени флорални мотиви, рози.
На иконостаса има шест престолни икони, на които от ляво надясно са представени Възнесение на Свети Илия, Свети Архангел Михаил (северна врата), Богородица с Христос, Исус Христос Вседържител, Свети Йоан Предтеча и Възнесение Христово. Иконостасът е завършен в 1866 година.
В 1928 година е построена камбанария.
В 2011 г. 40 икони от църквата, създавани от 1850 – 1860 г. от Дичо Зограф и предимно от учениците му, са реставрирани и консервирани от Консерваторския център в Скопие. Три от иконите и царските двери са изписани в 1866 година от видния зограф Николай Михайлов. На малката северна врата има надпис: „† Стоѧнъ, Блажо, Димишко, Іѡванъ, Тръпче, Доста, Алтана, Велика, со чадом. Смиреніи Ніколае Міхаиловичъ зуграфъ от Крушово 1866 март 10“. Сред стенописите на храма е и изображение на Злата Мъгленска в народна носия. Иконата на Света Богородица с Христос от 1906 година е дело на Димитър Папрадишки.
В църквата е открита и старопечатна книга, издадена във Венеция в 1537 година, която днес се пази в Народната библиотека в Скопие.